# 船越英一郎
船越 英一郎（ふなこし えいいちろう、1960年7月21日 - ）は、日本の俳優、タレント、司会者。神奈川県足柄下郡湯河原町出身。ホリプロ所属。本名は船越 栄一郎（読み同じ）。

## 略歴
- 2歳下の妹と弟がいる。
- 父・船越英二が営む湯河原町の旅館を継ぐことを拒み、役者の道を志す。
- 1982年、石井ふく子がプロデュースしたテレビドラマ『父の恋人』（TBSテレビ）でデビュー。
- 1986年、ロックミュージカル劇団「MAGAZINE」を主宰。脚本と演出を担当。1997年には戯曲集「BRAKERS」を出版。
- 1997年、芸名を船越英一郎に改名。
- 1999年放送のテレビドラマ『舞妓さんは名探偵!』（テレビ朝日）から狩矢警部役を演じており、『女と愛とミステリー』『京都新婚旅行殺人事件』（テレビ東京）を経て、TBS系「月曜ゴールデン」「狩矢警部シリーズ」で主役に昇格している。
- 2001年、松居一代と結婚。船越は初婚だったが、松居は再婚で連れ子もいた。しかし、結婚後は夫婦仲・親子仲の円満さが伝えられ、バラエティ番組出演の際なども、家族の話題が取り上げられることが非常に多かった。
- 2時間ドラマへの出演が顕著で、在京民放5局の2時間ドラマすべてに主演作品がある唯一の俳優と言われる。その出演回数の多さから、「2時間ドラマの帝王」[2]や「サスペンスドラマの帝王」[3]、「ミスター2時間ドラマ」などの異名を持つ。2時間ドラマの初主演は、2003年『火災調査官・紅蓮次郎』であったが、その時点で膨大な数の準主演作（主にヒロインのパートナー役）があり、すでにミスター2時間ドラマだった。
- 趣味はアニメビデオの収集や漫画。CS放送フジテレビ721の『週刊少年「」』にも出演。番組の初回で取り上げた『ジョジョの奇妙な冒険』のような連載が長期にわたるシリーズ作品に関しても、精通ぶりを披露した。
- 手塚治虫作品のファンでリアルタイムで子供の頃鉄腕アトムのテレビアニメも見ていた。
- 2006年、毎年11月22日の「いい夫婦の日」にちなんで贈られる『パートナー・オブ・ザ・イヤー』を松居と共に受賞した。
- 芸歴25年を迎えた2007年の4月期に、『その男、副署長〜京都河原町署事件ファイル〜』で、初めて連続ドラマの主演を務める。
- 2004年にはバラエティ番組『ぐるぐるナインティナイン』（日本テレビ）内の「ゴチになります!」にレギュラー出演するなど、ドラマ出演以外にも活動の幅を広げている。

## 人物
日本大学三島高等学校、日本大学藝術学部映画学科卒業（同級生に真田広之がいる）。
父は俳優の船越英二、母は長谷川裕見子。大叔父は長谷川一夫（後妻・飯島繁が英一郎の祖母・飯島まつの妹）。伯父は三島謙（本名：船越栄太郎）。元妻は女優の松居一代。母方の曾祖父は鉄道工事で一時名を成した飯島組創業者の飯島次郎。妹は平野洋子。他には弟もいる。

## 賞歴
- 2012年 - 第6回 日藝賞[5]
- 2017年 - 第25回 橋田賞[6]
- 2017年 - みうらじゅん賞
- 2023年 - ゆうもあ大賞[7]

## 出演

### 連続ドラマ
| ドラマの名前                                 | 放送開始             | 放送終了             | 放送局                   | 主演者       | 役                     | 備考                                            |
| -------------------------------------------- | -------------------- | -------------------- | ------------------------ | ------------ | ---------------------- | ----------------------------------------------- |
| 女7人あつまれば                              | 1982年10月           | 1983年02月           | TBS系                    | 加山雄三     |                        |                                                 |
| 母ちゃんの牧場                               | 1984年10月01日       | 1984年12月28日       | フジテレビ系             | 林美智子     |                        | 東海テレビ制作                                  |
| 気分は名探偵                                 | 1984年10月06日       | 1985年03月30日       | 日本テレビ系             | 水谷豊       | 荒木紀信               |                                                 |
| 刑事物語'85                                  | 1985年04月14日       | 1985年09月29日       | 日本テレビ系             | 渡瀬恒彦     | 青木紀信（巡査）       |                                                 |
| 遊びじゃないのよ、この恋は                   | 1986年02月04日       | 1986年06月17日       | 大映テレビ・TBS系        | 井森美幸     | 祐藤組のチンピラ       |                                                 |
| 新・熱中時代宣言                             | 1986年04月05日       | 1986年08月16日       | 日本テレビ系             | 榊原郁恵     | 高部慎一               |                                                 |
| このこ誰の子?                                | 1986年10月22日       | 1987年03月25日       | 大映テレビ・フジテレビ系 | 杉浦幸       | 佐川                   |                                                 |
| ノンちゃんの夢                               | 1988年04月04日       | 1988年10月01日       | NHK総合                  | 藤田朋子     | 蓮見雄一郎             | 連続テレビ小説                                  |
| 悪女聖書                                     | 1988年08月08日       | 1988年08月18日       | TBS系                    | 高樹沙耶     |                        | ドラマ23                                        |
| 女に生まれて                                 | 1988年09月26日       | 1988年11月11日       | TBS系                    | 中田喜子     |                        | 花王 愛の劇場                                   |
| 八百八町夢日記シリーズ                       | 1989年               | 1992年               | 日本テレビ系             | 里見浩太朗   | 八田真四郎             |                                                 |
| 渡る世間は鬼ばかり                           | 1990年               | 2007年               | TBS系                    |              | 山口太郎               |                                                 |
| 正しい結婚                                   | 1993年01月04日       | 1993年04月02日       | フジテレビ系             |              | 篠原健                 | 東海テレビ制作                                  |
| 江戸の用心棒                                 | 1994年04月12日       | 1995年03月07日       | 日本テレビ系             | 高橋英樹     | 新次                   |                                                 |
| 江戸の用心棒II                               | 1995年10月17日       | 1996年03月05日       | 日本テレビ系             | 高橋英樹     | 新次                   |                                                 |
| 舞妓さんは名探偵!                            | 1999年04月15日       | 1999年06月17日       | テレビ朝日系             | 酒井美紀     | 狩矢（警部）           | 山村美紗サスペンス                              |
| 君が教えてくれたこと第10・11話・12話(最終話) | 2000年 4月13日       | 2000年 6月29日       | TBS系                    | ともさかりえ | 長田医師               |                                                 |
| 京極夏彦 「怪」 第4話「福神ながし」          | 2000年09月15日       | 2000年09月15日       | WOWOW                    |              | 福乃家富蔵             |                                                 |
| 盤嶽の一生 第5話「落としもの」               | 2002年05月14日       | 2002年05月14日       | フジテレビ               |              | 駕籠かき・金太         |                                                 |
| 京都地検の女シリーズ                         | 2003年               | 2007年               | テレビ朝日系             | 名取裕子     | 北村鉄男（警部）       |                                                 |
| マンハッタンラブストーリー                   | 2003年10月09日       | 2003年12月18日       | TBS系                    | 松岡昌宏     | 船越英一郎（本人）     |                                                 |
| 愛情イッポン!                                | 2004年07月10日       | 2004年09月18日       | 日本テレビ系             | 松浦亜弥     | 成田杉作               |                                                 |
| アタックNo.1                                 | 2005年04月14日       | 2005年06月23日       | テレビ朝日系             | 上戸彩       | 猪野熊大吾             |                                                 |
| ブスの瞳に恋してる 第1・2話                  | 2006年04月11・18日   |                      | フジテレビ系             | 稲垣吾郎     | 小田島彬               | 特別出演、関西テレビ制作                        |
| 「その男、副署長」シリーズ                   | 2007年               | 2009年               | テレビ朝日系             | 船越英一郎   | 池永清美（副署長）     |                                                 |
| 未来講師めぐる                               | 2008年01月11日       | 2008年03月14日       | テレビ朝日               | 深田恭子     | 吉田はまる             | 金曜ナイトドラマ                                |
| 官僚たちの夏                                 | 2009年07月05日       | 2009年09月20日       | TBS                      | 佐藤浩市     | 玉木博文               | 日曜劇場                                        |
| 逃亡弁護士                                   | 2010年07月06日       |                      | フジテレビ系             | 上地雄輔     | 二ノ宮徹（弁護士）     | 特別出演、関西テレビ制作                        |
| ホンボシ〜心理特捜事件簿〜                   | 2011年01月20日       | 2011年03月10日       | テレビ朝日               |              | 主演・桐島孝作（警部） |                                                 |
| 早海さんと呼ばれる日                         | 2012年01月15日       | 2012年03月18日       | フジテレビ系             | 松下奈緒     | 早海恵太郎             |                                                 |
| 早海さんと呼ばれる日スペシャル               | 2012年06月10日・17日 | 2012年06月10日・17日 | フジテレビ系             | 松下奈緒     | 早海恵太郎             |                                                 |
| 宮部みゆきミステリー パーフェクト・ブルー    | 2012年10月08日       | 2012年12月17日       | TBS                      | 瀧本美織     | マサ                   | 声の出演、友情出演                              |
| 刑事吉永誠一 涙の事件簿                      | 2013年10月11日       | 2013年12月13日       | テレビ東京系             | 船越英一郎   | 主演・吉永誠一（刑事） |                                                 |
| 新・刑事吉永誠一                             | 2014年10月17日       | 2014年12月12日       | テレビ東京系             | 船越英一郎   | 主演・吉永誠一（刑事） |                                                 |
| 私の嫌いな探偵                               | 2014年01月17日       | 2014年03月07日       | テレビ朝日系             | 剛力彩芽     | サスペンスの帝王       |                                                 |
| 花咲舞が黙ってない 第9話                     | 2014年06月11日       | 2014年06月11日       | 日本テレビ系             | 杏           | 伊丹清吾               |                                                 |
| まれ                                         | 2015年               |                      | NHK総合                  | 土屋太鳳     | 榊原良治               | 連続テレビ小説                                  |
| サイレーン 刑事×彼女×完全悪女                | 2015年10月20日       | 2015年12月15日       | フジテレビ               | 松坂桃李     | 安藤実                 |                                                 |
| 黒い十人の女                                 | 2016年09月29日       | 2016年12月02日       | 読売テレビ・日本テレビ系 | 船越英一郎   | 風松吉                 |                                                 |
| 猫忍                                         | 2017年01月           | 2017年03月           | tvkほか                  | 船越英一郎   | 久世剣山               |                                                 |
| 赤ひげ                                       | 2017年11月03日       | 2017年12月22日       | NHK総合                  | 船越英一郎   | 新出去定               |                                                 |
| Missデビル 人事の悪魔・椿眞子                | 2018年04月14日       | 2018年06月16日       | 日本テレビ系             | 菜々緒       | 大沢友晴(保険会社社長) |                                                 |
| トレース〜科捜研の男〜                       | 2019年01月07日       | 2019年03月18日       | フジテレビ系             | 錦戸亮       | 虎丸良平               |                                                 |
| 赤ひげ2                                      | 2019年11月01日       | 2019年12月20日       | NHK総合                  | 船越英一郎   | 新出去定               |                                                 |
| 赤ひげ3                                      | 2020年10月23日       | 2020年12月04日       | NHK総合                  | 船越英一郎   | 新出去定               |                                                 |
| 小説家探偵 鍋島仙太                          | 2021年03月07日       | 2021年03月28日       | BS日テレ                 | 船越英一郎   | 鍋島仙太               | セガサミーグループプレゼンツ 山村美紗サスペンス |
| 推しの王子様                                 | 2021年07月15日       | 2021年09月23日       | フジテレビ系             | 比嘉愛未     | 水嶋十蔵               |                                                 |
| ミステリと言う勿れ 第11話・最終話            | 2022年01月10日       | 2022年03月28日       | フジテレビ系             | 菅田将暉     | 備前島操               | 特別出演                                        |
| オクトー 〜感情捜査官 心野朱梨〜             | 2022年07月07日       | 2022年09月08日       | 日本テレビ系             | 飯豊まりえ   | 平安衛                 |                                                 |
| 赤ひげ4                                      | 2022年11月04日       | 2022年12月23日       | NHK BSP・BS4K            | 船越英一郎   | 新出去定               |                                                 |
| 警視庁考察一課                               | 2022年10月17日       | 2022年12月26日       | テレビ東京系             | 船越英一郎   | 船越慶一郎             |                                                 |
| クロサギ                                     | 2022年10月21日       | 2022年12月23日       | TBS系                    | 平野紫耀     | 吉川辰樹               |                                                 |
| テイオーの長い休日                           | 2023年06月03日       | 2023年07月29日       | フジテレビ系             | 船越英一郎   | 熱護大五郎             |                                                 |
| 街並み照らすヤツら                           | 2024年04月27日       | 2024年06月29日       | 日本テレビ系             | 森本慎太郎   | 大村一郎               |                                                 |
| 問題物件                                     | 2025年01月15日       | 2025年03月26日       | フジテレビ系             | 上川隆也     | 大島高丸               |                                                 |

### 2時間ドラマ

#### 日本テレビ系
| ドラマの名前                                                              | 放送日                 | 主演                 | 役                         | 備考                                  |
| ------------------------------------------------------------------------- | ---------------------- | -------------------- | -------------------------- | ------------------------------------- |
| 松本清張スペシャル 歯止め                                                 | 1983年04月05日         | 長山藍子             | 津留恭太                   | 火曜サスペンス劇場                    |
| 女たちの大坂城                                                            | 1983年11月03日         |                      | 豊臣秀頼                   | 開局25周年記念特別企画                |
| 行きずりの殺意                                                            | 1984年06月12日         | 浜木綿子             | 会田修                     | 東映、火曜サスペンス劇場              |
| 傍観者殺人事件                                                            | 1986年12月09日         | 原日出子             | 貝山博                     | ユニオン映画、火曜サスペンス劇場      |
| 女弁護士・高林鮎子2 L特急あずさ19号・逆転の殺意                           | 1987年08月11日         | 眞野あずさ           | 小泉保彦                   | 東映、火曜サスペンス劇場              |
| 死者からの使者                                                            | 1988年03月24日         |                      |                            | よみうりテレビ、木曜ゴールデンドラマ  |
| 小京都ミステリーシリーズ（計30作）                                        | 1989年 - 2001年        | 片平なぎさ           | 山本克也                   | 大映テレビ、火曜サスペンス劇場        |
| 過失                                                                      | 1989年03月28日         | 若村麻由美           |                            | FBS、火曜サスペンス劇場               |
| 六月の花嫁 殺人ダイアリー                                                 | 1989年06月06日         | 古村比呂             | 岡本浩一                   | 磯田事務所、火曜サスペンス劇場        |
| 大正ロマンミステリー 宵待草殺人事件                                       | 1989年10月03日         | 奥田瑛二             |                            | 火曜サスペンス劇場                    |
| 過去からの殺人者                                                          | 1989年11月07日         | 池内淳子             |                            | テレパック、火曜サスペンス劇場        |
| 愛のミチコ                                                                | 1990年03月28日         | 水谷豊               |                            | 水曜グランドロマン                    |
| 山岳ミステリー4 津軽竜飛岬風の殺意                                        | 1991年02月12日         | 伊藤かずえ           | 杉本圭吾                   | 大映テレビ、火曜サスペンス劇場        |
| 裏口入学殺人事件                                                          | 1991年02月26日         | 宮崎美子             |                            | にっかつ撮影所、火曜サスペンス劇場    |
| 顔を隠す女 ～新聞記者殺人事件～                                           | 1991年03月19日         | 若村麻由美           | 藤田カメラマン             | FBS、火曜サスペンス劇場               |
| 六月の花嫁 結婚適齢期                                                     | 1991年06月25日         | 伊藤かずえ           |                            | 火曜サスペンス劇場                    |
| ひらり又四郎危機一髪!                                                     | 1995年09月05日         | 高橋英樹             | 常吉                       | 高橋英樹特選時代劇                    |
| 箱根湯河原温泉交番シリーズ                                                | 2003年 - 2005年        |                      | 主演・堤梅太郎（駐在巡査） | 火曜サスペンス劇場                    |
| 松本清張ドラマスペシャル・黒の回廊                                        | 2004年03月23日         | 賀来千香子           | 門田良平                   | 日本テレビ開局50周年記念作品          |
| たったひとつのたからもの                                                  | 2004年10月26日         | 船越英一郎、松田聖子 | 佐藤幸太郎                 |                                       |
| 手の上のシャボン玉                                                        | 2006年09月05日         |                      | 主演・桜庭雄一             | DRAMA COMPLEX                         |
| 私の頭の中の消しゴム                                                      | 2007年03月13日         | 深田恭子             | 神崎邦彦                   |                                       |
| 書道教授                                                                  | 2010年03月23日         |                      | 主演・川上克次             | 松本清張生誕100年記念ドラマスペシャル |
| 熱中時代                                                                  | 2011年04月09日         | 佐藤隆太             | 白川龍太郎校長             |                                       |
| チープ・フライト                                                          | 2013年03月01日         | 竹内結子             | 星幸太郎                   | 金曜ロードSHOW!特別企画               |
| 仮面ティーチャー                                                          | 2014年02月14日         | 藤ヶ谷太輔           | 賀東幸一                   | 金曜ロードSHOW!特別ドラマ企画         |
| 松本清張 わるいやつら                                                     | 2014年03月16日         |                      | 主演・戸谷信一             | BS日テレ                              |
| なぜ少女は記憶を失わなければならなかったのか?〜心の科学者・成海朔の挑戦〜 | 2014年10月01日         | 山下智久             | 八神圭佑                   |                                       |
| 天才バカボン〜家族の絆                                                    | 2016年03月11日         | 上田晋也             | 愛鮫浩二                   | 金曜ロードSHOW!特別ドラマ企画         |
| 天才バカボン2                                                             | 2017年01月06日         | 上田晋也             | 愛鮫浩二                   | 金曜ロードSHOW!特別ドラマ企画         |
| 弁護士 六角心平 京都殺人事件簿                                            | 2025年03月29日（予定） |                      | 主演・六角心平             | 令和サスペンス劇場                    |

#### テレビ朝日系
| ドラマの名前                                                     | 放送日          | 主演                   | 役                     | 備考               |
| ---------------------------------------------------------------- | --------------- | ---------------------- | ---------------------- | ------------------ |
| 家政婦は見た! 5                                                  | 1987年04月11日  | 市原悦子               |                        | 土曜ワイド劇場     |
| 京都ぽんと町殺人なべ料理 愛欲スクランブ                          | 1988年01月23日  |                        | 早見信正               | 土曜ワイド劇場     |
| 高橋英樹の船長シリーズ（計13話）                                 | 1988年 - 2002年 |                        | 児島克生（一等航海士） | 土曜ワイド劇場     |
| 西村京太郎トラベルミステリー 14 愛と死の飯田線                   | 1989年01月14日  | 愛川欽也、三橋達也     | 久我正樹               | 土曜ワイド劇場     |
| ご主人を殺してあげます                                           | 1990年01月20日  | 片平なぎさ             |                        | 土曜ワイド劇場     |
| 殺意の八丈島海流                                                 | 1991年08月24日  | 斉藤慶子               | 津田正                 | 土曜ワイド劇場     |
| 松本清張作家活動40年記念・砂の器                                 | 1991年10月01日  | 田中邦衛               | 関川重雄               | 火曜スーパーワイド |
| 終着駅シリーズ 2 信濃大町発7時53分あずさ8号殺意のめぐり逢い      | 1992年02月01日  | 露口茂                 | 緒方浩平               | 土曜ワイド劇場     |
| 火車                                                             | 1994年02月04日  | 三田村邦彦             |                        | 土曜ワイド劇場     |
| 北都殺人紀行                                                     | 1995年02月25日  | 斉藤慶子               | 村上辰弥               | 土曜ワイド劇場     |
| 事件記者冴子の殺人スクープ シリーズ（計4話）                     | 1999年 - 2003年 | 水野真紀               | 緒方浩平               | 土曜ワイド劇場     |
| 牟田刑事官VS終着駅の牛尾刑事そして事件記者冴子 シリーズ（計3話） | 2003年 - 2005年 | 小林桂樹、片岡鶴太郎   |                        | 土曜ワイド劇場     |
| 終着駅の牛尾刑事VS事件記者・冴子シリーズ（計6話）                | 2006年          |                        |                        | 土曜ワイド劇場     |
| 火車 カード破産の女!                                             | 1994年02月05日  | 財前直見               | 倉田康司               | 土曜ワイド劇場     |
| 法医 歯科学の女                                                  | 1997年08月09日  | 中村あずさ             | 桧山実                 | 土曜ワイド劇場     |
| エステサロン白い肌殺人事件シリーズ                               |                 | 水野真紀               | 翠川純一               | 土曜ワイド劇場     |
| エステサロン白い肌殺人事件                                       | 1998年05月31日  |                        |                        |                    |
| エステサロン白い肌殺人事件2                                      | 1998年12月26日  |                        |                        |                    |
| 山村美紗 京都サスペンス 燃えた花嫁                               | 1999年01月23日  | 沢口靖子               |                        | 土曜ワイド劇場     |
| 特急車掌永瀬はるかの事件簿                                       | 1999年05月29日  | 佐藤藍子               |                        | 土曜ワイド劇場     |
| 復讐相続の女                                                     | 2000年05月27日  | 若村麻由美             | 園田啓吾               | 土曜ワイド劇場     |
| ラーメン刑事「龍」の殺人推理                                     | 2000年10月21日  | 神田正輝               | 前野孝作               | 土曜ワイド劇場     |
| 温泉若おかみの殺人推理 9                                         | 2000年12月30日  | 東ちづる               | 松崎良平               | 土曜ワイド劇場     |
| 覗く女 実況中継された連続殺人!                                   | 2002年08月24日  | 羽田美智子             | 山北史郎               | 土曜ワイド劇場     |
| 火災調査官・紅蓮次郎シリーズ（計15話）                           | 2003年          |                        | 主演・紅蓮次郎         | 土曜ワイド劇場     |
| 西村京太郎トラベルミステリー オリエント急行殺人事件              | 2003年01月04日  | 高橋英樹               | 工藤刑事               | 土曜ワイド劇場     |
| 挑戦する女・弁護士 七尾響子 セクハラ連続殺人!                    | 2006年02月16日  | 一路真輝               | 印南平太郎             | 土曜サスペンス     |
| 新船長の航海事件日誌 超豪華客船殺人航路                          | 2006年07月08日  |                        | 主演・川上要一（船長） | 土曜ワイド劇場     |
| 椿山課長の七日間                                                 | 2009年12月19日  | 船越英一郎、石原さとみ | 椿山和昭               |                    |
| 家栽の人                                                         | 2020年05月17日  |                        | 主演・桑田義雄         | 日曜プライム       |
| 黄金の刻〜服部金太郎物語〜                                       | 2024年03月30日  | 西島秀俊               | 辻粂吉                 |                    |

#### TBS系
| ドラマの名前                                                                   | 放送日                        | 主演                   | 役                         | 備考                     |
| ------------------------------------------------------------------------------ | ----------------------------- | ---------------------- | -------------------------- | ------------------------ |
| 西村京太郎サスペンス 十津川警部シリーズ 「ラブ・トレイン下り特急富士殺人事件」 | 1983年10月29日                | 若林豪                 | 石毛（警視庁捜査一課刑事） | ザ・サスペンス           |
| 塀の中の懲りない面々4                                                          | 1989年12月18日                | 渡瀬恒彦               |                            | 月曜ドラマスペシャル     |
| 隣りのひと                                                                     | 1990年09月30日                | 浅丘ルリ子             |                            | 東芝日曜劇場             |
| 卑弥呼殺人事件                                                                 | 1990年12月10日                | 大沢樹生               |                            | 月曜ドラマスペシャル     |
| 西村京太郎サスペンス 十津川警部シリーズ 札幌駅殺人事件                         | 1992年04月13日                | 渡瀬恒彦               | 山口（刑事）               | 月曜ドラマスペシャル     |
| サルでも撮れるテレビ番組                                                       | 1992年02月04日                | 船越英一郎、城みちる   | 竹熊健太郎                 | 大映テレビ               |
| 繭をつくる女                                                                   | 1994年05月30日                | 多岐川裕美             | 猛史（警察官）             | 月曜ドラマスペシャル     |
| 奄美殺人珊瑚礁                                                                 | 1997年04月12日                | 七瀬なつみ             | 高柳                       | 月曜ドラマスペシャル     |
| ミステリー作家 桜田桃子の冒険                                                  | 2000年09月11日                | 池上季実子             |                            | 月曜ゴールデン           |
| 上条麗子の事件推理シリーズ（計4話）                                            | 2001年 - 2004年               | 眞野あずさ             | 仙波大二郎                 | 月曜ミステリー劇場       |
| 揺らぐ灯                                                                       | 2003年07月14日                | 高橋由美子             |                            | 月曜ミステリー劇場       |
| 捜し屋★諸星光介が走る!シリーズ（計6話）                                        | 2004年                        |                        | 主演・諸星光介             | 月曜ゴールデン           |
| 山村美紗サスペンス「狩矢警部」シリーズ（計12話）                               | 2005年                        |                        | 主演・狩矢荘助（警部）     | 月曜ゴールデン           |
| 赤い運命                                                                       | 2005年10月04日-2005年10月06日 | 綾瀬はるか             | 島崎英次                   |                          |
| 京舞妓VS狩矢警部 乱れ傘の舞殺人事件                                            | 2006年12月25日                | 船越英一郎、池上季実子 | 狩矢荘助（警部）           | 月曜ゴールデン           |
| 和田アキ子殺人事件                                                             | 2007年02月12日                | 和田アキ子             | カメラマン                 | 月曜ゴールデン           |
| 悪女について                                                                   | 2012年04月30日                | 沢尻エリカ             | 沢山栄次                   | ドラマ特別企画           |
| 隣の女                                                                         | 2014年05月19日                | 一路真輝               | 田向健三                   | 月曜ゴールデン特別企画   |
| 江戸川乱歩原作 名探偵・明智小五郎「黒蜥蜴」                                    | 2024年09月29日                | 船越英一郎、黒木瞳     | 主演・明智小五郎           | 日曜サスペンス（BS-TBS） |

#### テレビ東京系
| ドラマの名前                                                   | 放送日         | 主演       | 役                       | 備考                 |
| -------------------------------------------------------------- | -------------- | ---------- | ------------------------ | -------------------- |
| 織田信長                                                       | 1994年01月02日 | 高橋英樹   | 鳥居強右衛門             | 12時間超ワイドドラマ |
| 次郎長三国志                                                   | 2000年01月02日 | 杉良太郎   | 桶屋の鬼吉               |                      |
| 団地奥様パック旅行事件簿シリーズ                               |                | 岡江久美子 |                          | 女と愛とミステリー   |
| 黒い目撃者                                                     | 2002年 1月20日 |            | 梶谷義雄                 | 女と愛とミステリー   |
| 京都グルメ旅行殺人事件                                         | 2002年02月10日 | 松下由樹   | 狩矢（警部）             | 女と愛とミステリー   |
| 京都新婚旅行殺人事件                                           | 2002年07月03日 | 斉藤由貴   | 狩矢（警部）             | 女と愛とミステリー   |
| 忠臣蔵〜決断の時                                               | 2003年01月02日 |            | 赤埴源蔵                 |                      |
| 山村美紗サスペンス 税関検査官今井陽子 密輸ダイヤモンド殺人事件 | 2003年02月16日 | 名取裕子   | 狩矢（千葉県警警部）     | 女と愛とミステリー   |
| 京都離婚旅行殺人事件                                           | 2003年06月04日 | 田中美里   | 狩矢（警部）             | 女と愛とミステリー   |
| 刑事吉永誠一 涙の事件簿シリーズ（計13話）                      | 2004年         |            | 主演・吉永誠一（刑事）   | 水曜ミステリー9      |
| 松本清張生誕100年特別企画・黒の奔流                            | 2009年03月04日 |            | 主演・丹羽修造           | 水曜ミステリー9      |
| 卒業ホームラン                                                 | 2011年03月23日 |            | 主演・加藤徹夫           | ドラマスペシャル     |
| 最上の命医2016                                                 | 2016年02月10日 |            | 北条千影                 | スペシャルドラマ     |
| 十津川警部の事件簿                                             | 2020年05月25日 |            | 主演・十津川省三（警部） | 月曜プレミア8        |

#### フジテレビ系
| ドラマの名前                                                    | 放送日          | 主演                 | 役                         | 備考                                   |
| --------------------------------------------------------------- | --------------- | -------------------- | -------------------------- | -------------------------------------- |
| 京都グルメ旅行殺人事件                                          | 1989年09月15日  | 伊藤蘭               | 中村治                     | 男と女のミステリー                     |
| 京都花の艶殺人事件                                              | 1993年01月29日  | 高樹沙耶             | 小林啓介                   | 金曜エンタテイメント                   |
| 京都ミス映画村殺人事件                                          | 1993年11月05日  | 伊藤かずえ           | 三沢                       | 金曜エンタテイメント                   |
| 京都千利休謎の殺人事件                                          | 1994年07月22日  | 斉藤慶子             |                            | 金曜エンタテイメント                   |
| 京都竜の寺橋殺人事件                                            | 1995年09月22日  | 斉藤慶子             | コウスケ                   | 金曜エンタテイメント                   |
| 京都一条戻り橋殺人事件                                          | 1996年07月12日  | 斉藤慶子             | ヨウスケ                   | 金曜エンタテイメント                   |
| 祇園芸妓シリーズ                                                | 1996年 - 2001年 | 高樹沙耶             | 男衆秀太郎                 | 金曜エンタテイメント                   |
| 京都紫式部殺人事件                                              | 1996年03月15日  |                      |                            |                                        |
| 京都恋人形殺人事件                                              | 1997年03月07日  |                      |                            |                                        |
| 平手造酒 利根の決闘                                             | 1997年09月17日  | 古谷一行             | 雨傘勘次                   | 秋のスペシャル時代劇                   |
| 京都祇園八坂をどり殺人事件                                      | 1997年10月24日  |                      |                            |                                        |
| 京都妖しの女能面殺人事件                                        | 1998年04月10日  |                      |                            |                                        |
| 茶の湯家元殺人事件                                              | 1999年04月02日  |                      |                            |                                        |
| 京絵皿殺人事件                                                  | 2000年06月23日  |                      |                            |                                        |
| 月下美人殺人事件                                                | 2000年12月22日  |                      |                            |                                        |
| 小野小町殺人事件                                                | 2001年11月09日  |                      |                            |                                        |
| 新・祇園芸妓シリーズ                                            | 2003年 - 2008年 | 牧瀬里穂             | 秀太郎                     | 金曜エンタテイメント                   |
| 都おどり殺人事件                                                | 2003年11月28日  |                      |                            |                                        |
| 京都百人一首殺人事件                                            | 2004年11月05日  |                      |                            |                                        |
| 京都花嫁衣裳殺人事件                                            | 2008年02月08日  |                      |                            |                                        |
| 所轄刑事シリーズ（合計10話）                                    | 2004年          | 船越英一郎、的場浩司 | 斉木斉（刑事）             | 金曜プレステージ                       |
| 外科医 鳩村周五郎シリーズ（計14話）                             | 2004年          |                      | 主演・鳩村周五郎           | 金曜エンタテイメント                   |
| お母さん ぼくが生まれてごめんなさい                             | 2007年07月13日  | 森昌子               |                            | 金曜エンタテイメント                   |
| 世にも奇妙な物語 '08春の特別編「日の出通り商店街 いきいきデー」 | 2008年04月02日  |                      | 主演・磯谷大二郎           |                                        |
| 悪女たちのメス                                                  | 2011年12月09日  | 仲間由紀恵           | 瀧川一郎                   | 金曜プレステージ・特別企画             |
| 小京都連続殺人事件×外科医 鳩村周五郎                            | 2013年10月18日  | 浅野温子             | 鳩村周五郎                 | 金曜プレステージ                       |
| 船越英一郎殺人事件                                              | 2018年8月24日   |                      | 主演・船越英一郎（本人役） | 金曜プレミアム・芸能生活35周年特別企画 |
| コンフィデンスマンJP 運勢編                                     | 2019年05月18日  | 長澤まさみ           | 松崎（アプリ会社社長）     | 土曜プレミアム                         |

### その他のドラマ

#### 日本テレビ系
| ドラマの名前                                            | 放送日               | 主演       | 船越英一郎の役 | 備考                 |
| ------------------------------------------------------- | -------------------- | ---------- | -------------- | -------------------- |
| 五稜郭                                                  | 1988年12月30日・31日 | 里見浩太朗 | 大塚霍之丞     | 年末時代劇スペシャル |
| 樅ノ木は残った                                          | 1990年1月2日         | 里見浩太朗 | 中黒達弥       | 時代劇スペシャル     |
| 天国への応援歌 チアーズ〜チアリーディングに懸けた青春〜 | 2004年4月3日         | 石原さとみ | 森田友則       |                      |

#### TBS系
| ドラマの名前                          | 放送日       | 主演     | 船越英一郎の役 | 備考 |
| ------------------------------------- | ------------ | -------- | -------------- | ---- |
| ひとりぼっち -人と人をつなぐ愛の物語- | 2023年4月9日 | 相葉雅紀 | 矢島宏明       |      |

#### フジテレビ系
| ドラマの名前       | 放送日        | 主演   | 船越英一郎の役 | 備考 |
| ------------------ | ------------- | ------ | -------------- | ---- |
| 忍者に結婚は難しい | 2023年2月16日 | 菜々緒 | 山田清一       |      |

#### テレビ朝日系
| ドラマの名前   | 放送日                  | 主演            | 船越英一郎の役 | 備考              |
| -------------- | ----------------------- | --------------- | -------------- | ----------------- |
| 恋するJKゾンビ | 2016年12月30日          | 山本舞香        | 橘慎一         | 年の瀬 変愛ドラマ |
| 相棒 season18  | 2019年10月9日・10月16日 | 水谷豊 反町隆史 | 岩田純         |                   |

#### NHK
| ドラマの名前           | 放送日              | 主演     | 船越英一郎の役 | 備考 |
| ---------------------- | ------------------- | -------- | -------------- | ---- |
| 流れ星                 | 2021年3月22日       | 松坂慶子 | 謙作（現代）   |      |
| NHK特集ドラマ 混声の森 | 2022年3月26日・27日 | 沢村一樹 | 大島圭蔵       |      |

### 配信ドラマ
| ドラマの名前                    | 配信日          | 主演     | 船越英一郎の役 | 備考 |
| ------------------------------- | --------------- | -------- | -------------- | ---- |
| オクトー 〜ふたつの家族〜 第2話 | 2022年09月08日  | 浅香航大 | 平安衛         |      |
| 崖                              | 2025年06月030日 | 友近     | 海野淳一郎     |      |

### 映画
| 映画の名前                                    | 日本での公開日 | 主演者     | 役             | 備考                     |
| --------------------------------------------- | -------------- | ---------- | -------------- | ------------------------ |
| 社葬                                          | 1989年06月10日 |            | 荒井康裕       | 東映                     |
| 木更津キャッツアイ                            |                |            | モー子の父親   |                          |
| 木更津キャッツアイ 日本シリーズ               | 2003年11月01日 |            | モー子の父親   |                          |
| 木更津キャッツアイ ワールドシリーズ           | 2006年10月28日 |            | モー子の父親   |                          |
| 涙そうそう                                    | 2006年09月30日 |            | 亀岡           | 東宝、友情出演           |
| おばちゃんチップス                            | 2007年01月21日 | 船越英一郎 | 家弓修平       | 映画初主演               |
| LOVEDEATH                                     | 2007年05月12日 |            | クロガネ       |                          |
| マリと子犬の物語                              | 2007年12月08日 |            | 主演・石川優一 | 東宝                     |
| ぼくのおばあちゃん                            | 2008年12月06日 |            | 山口太郎       |                          |
| ウルルの森の物語                              | 2009年12月19日 |            | 主演・生野大慈 | 東宝                     |
| 誘拐ラプソディー                              | 2010年04月03日 |            | 黒崎保         | 角川映画                 |
| 白夜行                                        | 2011年01月29日 |            | 笹垣潤三       |                          |
| LIAR GAME -再生-                              | 2012年03月     |            | 張本タカシ     | 東宝                     |
| 県庁おもてなし課                              | 2013年05月11日 |            | 清遠和政       | 東宝                     |
| 破れたハートを売り物に 「父と息子」           | 2015年02月28日 |            | 安奈の父親     | 角川                     |
| バニラボーイ トゥモロー・イズ・アナザー・デイ | 2016年09月03日 |            | 北村将生       |                          |
| デスノート Light up the NEW world             | 2016年10月29日 |            | 御厨賢一       | ワーナー・ブラザース映画 |
| 猫忍                                          | 2017年05月20日 |            | 久世剣山       | AMGエンタテインメント    |
| わたしのかあさん-天使の詩-                    | 2024年03月30日 |            | 小杉和哉       | 現代ぷろだくしょん       |

### Vシネマ
- 汚れた代紋（2007年） - 綿貫連合会 堂島組組長 堂島和正 ※友情出演
- 血塗れの報復（2013年） - 三浦一家総長

### テレビアニメ

#### フジテレビ系
| アニメの名前                        | 放送日 | 役   | 備考 |
| ----------------------------------- | ------ | ---- | ---- |
| ジャングル大帝 -勇気が未来をかえる- | 2009年 | トト |      |

#### テレビ東京系
| アニメの名前        | 放送日          | 役   | 備考 |
| ------------------- | --------------- | ---- | ---- |
| 最強武将伝 三国演義 | 2010年 - 2011年 | 劉備 |      |

### 劇場アニメ
| アニメの名前                                 | 日本での公開日 | 船越英一郎の役 | 備考 |
| -------------------------------------------- | -------------- | -------------- | ---- |
| 映画ドラえもん のび太の恐竜2006              | 2006年         | 黒マスク       | 東宝 |
| 劇場版Infini-T Force/ガッチャマン さらば友よ | 2018年         | 南部博士       | 松竹 |

### ゲーム
| アニメの名前   | 日本での発売日 | 船越英一郎の役 | 備考 |
| -------------- | -------------- | -------------- | ---- |
| 龍が如く 維新! | 2014年         | 近藤勇         | セガ |

### 吹き替え

#### 日本テレビ系
| アニメの名前                  | 日本での放送日 | 船越英一郎の役         | 備考 |
| ----------------------------- | -------------- | ---------------------- | ---- |
| 新・刑事コロンボ 殺意の斬れ味 | 2001年         | パトリック・キンズレー |      |
| ダイヤルM                     | 2002年         | スティーヴン・タイラー |      |

### バラエティ/教養番組
- ナイトシャッフル（福岡放送）
- ぶらり途中下車の旅（日本テレビ）
- 週刊少年「」（フジテレビ721）
- 頑張る人応援バラエティ 体育の時間（テレビ朝日） - 司会
- 日本史サスペンス劇場（日本テレビ）
- 江原啓之スペシャル 天国からの手紙（フジテレビ）
- みんなでニホンGO!（2010年4月 - 9月、NHK総合）
- ぐるぐるナインティナイン 「グルメチキンレース・ゴチになります!」（2004年-2009年、日本テレビ）
- 一度試してみたかった 前代未聞の大実験TV 殿の決断ショー（TBS）
- 金曜日のキセキ（フジテレビ）
- ソロモン流（2005年10月16日 - 2014年9月28日、テレビ東京）
- 西村京太郎から挑戦状 芸能界推理王決定戦（2006年1月5日、日本テレビ） - 司会
- キルマニアファミリー（2015年1月12日、フジテレビ） - 執事・山田 役
- クイズプレゼンバラエティー Qさま!!（2015年1月26日、テレビ朝日） - 大竹一樹（さまぁ～ず）がインフルエンザで番組欠席時、代理司会を担当
- 衝撃!女たちは目撃者 歴史サスペンス劇場（日本テレビ） - 不定期
- 池上彰スペシャル（フジテレビ） - 宮下純一とレギュラー
- 船越英一郎 京都の極み（2015年10月11日 - 2017年9月24日、BS日テレ） - 案内人
- 船越英一郎、旅に出る〜ワインの郷　サンフランシスコとナパバレー〜（2019年12月7日、BS日テレ） - ナビゲーター
- おとなの嗜呑（2022年4月2日 - 、BSJapanext、毎週土曜日18:00 - 19:00）
- 船越英一郎の昭和再生ファクトリー（2023年2月17日 - 2023年3月24日（6週連続）、BS12 トゥエルビ）[28]

### 情報番組
- ごごナマ（2017年4月 - 2021年3月、NHK総合） - 月曜 - 木曜司会

### 音楽番組
- 夢の音楽舎（1992年4月 - 9月、日本テレビ）
- うたごよみ（WOWOW）
- ミュージック・トリップ〜音楽と楽しむひとり旅〜（2009年8月19日、NHK）

### 舞台
- 明治座創業150周年記念 舞台『赤ひげ』（2023年10月28日 - 11月12日、明治座 / 12月14日 - 16日、新歌舞伎座） - 主演・新出去定 役[29]

### ミュージックビデオ
- 告白 / FUNKY MONKEY BABYS（CDジャケットにも起用）

### CM・広告
- 三菱UFJ銀行（2006年 - 2007年）
- 千葉銀行
- KIRIN キリンビール「白麒麟」（2007年）
- TOTO 「ネオレストハイブリッド」（ウォシュレット一体型便器）（2009年）
- 八幡物産「北の国からのブルーベリー」「しじみの力」
- アデランス （2015年 - ）
- ソフトバンク「勝手にHERO'S 勝手に刑事（デカ）」篇（2020年）
- Apaman Network「賃貸管理もアパマンショップ」篇（2022年6月 - [30]）2015年の朝ドラ『まれ』（第15週）で共演していた土屋太鳳の姉・炎伽と共演。
- にしたんクリニック
  - 「サスペンスドラマ」篇（2023年5月 - ）黒木瞳と共演。
  - 「取り調べ」篇（2024年5月 - ）黒木瞳、3時のヒロインと共演[31]。

### その他
- 健康一番テレビショッピング 八幡物産
  - 船越英一郎の健康一番世界紀行
- 人体再生ロマンスペシャル もう一度抱きしめたい!!（フジテレビ）
- ファミリーヒストリー（2013年2月、NHK総合）